# جولبة (بعدان)

تعديل مصدري - تعديل

جولبة هي إحدى قرى عزلة دلال بمديرية بعدان التابعة لمحافظة إب، بلغ تعداد سكانها 598 نسمة حسب تعداد اليمن لعام 2004.